# 2006 في الإكوادور
فيما يلي قوائم الأحداث التي وقعت خلال عام 2006 في الإكوادور.

## سياسة

### تعيين في المنصب
- 19 فبراير – رفاييل كوريا President of PAIS Alliance ‏.

## رياضة
- 1 يناير – إكوادور في كأس العالم 2006

## وفيات

### فبراير
- 1 فبراير – لويس كوستالس (مواليد 1926)